# CFUT-FM
CFUT-FM, s'identifiant en ondes sous le nom Country Pop 92,9, est une radio communautaire francophone de Shawinigan, dans la région de Mékinac au Québec, diffusant à la fréquence 92,9 MHz avec une puissance de 2 046 kW.
En sa qualité de radio communautaire, la communauté peut s'y impliquer à titre bénévole.

## Histoire
Initialement mandatée comme radio campus en institution secondaire (au Séminaire Sainte-Marie où elle fut fondée et resta active pendant un certain moment) par le Conseil de la radiodiffusion et des télécommunications canadiennes à la fréquence 91,9 MHz, la station a élargi sa vocation pour devenir radio communautaire à l'automne 2005. La puissance attribuée par le CRTC lors de la première demande de licence a été de 5 W ; quelques mois plus tard, en novembre 2005, on accordait la puissance de 250 W.

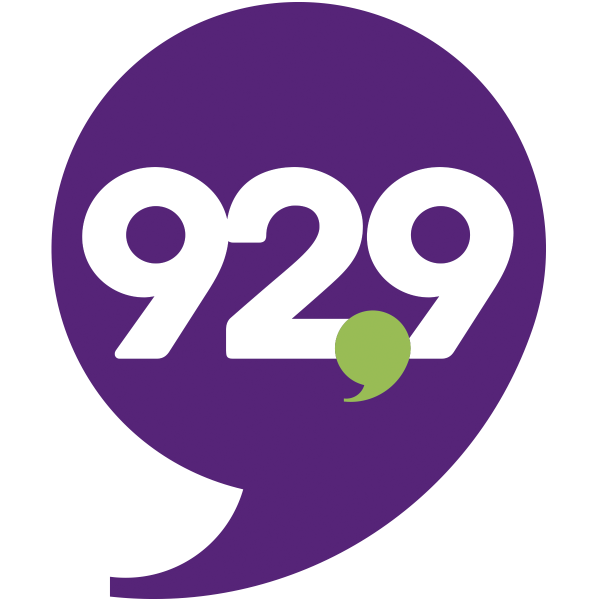
Logo de 2016 au 1 février 2021

En avril 2016, la station change de fréquence pour le 92,9 MHz à partir de Grand-Mère.
Le 1er février 2021, la radio locale de Shawinigan est devenue Country Pop 92,9.